# 山本十左衛門尉
山本 十左衛門尉（やまもと じゅうざえもんのじょう）は、戦国時代から安土桃山時代にかけての武将。甲斐武田氏、徳川氏の家臣。足軽大将。初代山本菅助（勘助）の養子。

## 略歴
『甲斐国志』によれば、饗庭越前守利長の次男として誕生。父・利長は甲斐国臼井阿原郷の領主で、永禄8年（1565年）9月21日以前に死去したという。天文20年（1551年）に初代・山本菅助の娘を正室として娶り山本家に入る。天文22年（1553年）5月11日には初代菅助に男子が生まれている。『甲陽軍鑑』、『沼津山本家文書』に拠れば初代菅助は永禄4年（1561年）の第四次川中島の戦いで討死し、十左衛門尉は幼い兵蔵を後見して名代を務める。
天正3年（1575年）5月21日、二代菅助は長篠の戦いで討死し、十左衛門尉が山本家を継ぐ。翌天正4年（1576年）5月12日には武田領国の家臣に対して軍役規定が出されており、真下家所蔵文書の同年推定武田家朱印状に拠れば十左衛門尉に対して鉄炮・鎚など5名分の軍役が定められている。
天正10年（1582年）3月11日には織田・徳川連合軍の甲斐侵攻により武田氏は滅亡し、同年6月の「天正壬午の乱」を経て徳川家康が甲斐を領有する。十左衛門尉は同年6月22日に徳川家臣大須賀康高から所領を安堵されており、同年8月に武田遺臣が家康への臣従を誓約した天正壬午起請文においても「信玄直参衆」に名を連ねており、旗本に属していたことが確認される。さらに同年閏正月14日には徳川家康から所領35貫を安堵されている。
慶長2年（1597年）、死去。
没後、山本氏は嫡男・平一が継ぐが、慶長10年（1605年）に平一は急死し、さらに弥八郎、素一郎も相次いで死去し山本家は浪人する。末子・三郎右衛門（三代菅助、正幸）は寛永10年（1633年）に淀藩主・永井尚政に仕え、天和2年（1682年）に子孫四代菅助が常陸国土浦藩主・松平信興に仕官し、子孫は松平家臣として明治維新に至る。